# Bartomeu de Robió

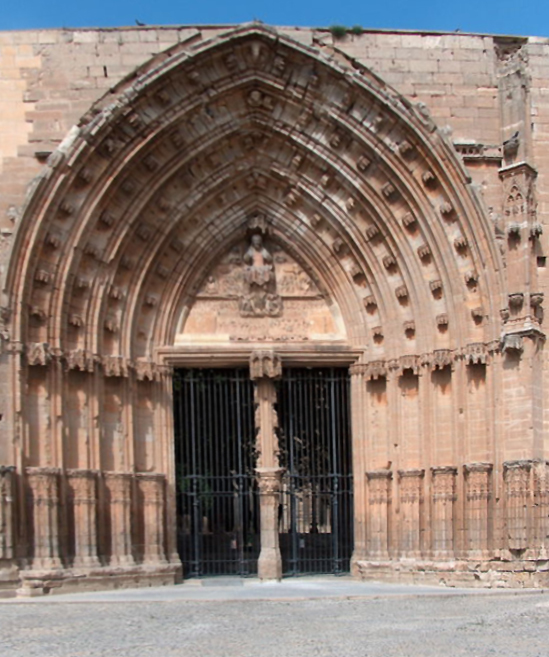
Puerta de los Apóstoles de la Seu Vella de Lérida, obra iniciada por Bartomeu de Robió.

Bartomeu de Robió, también conocido como Bartomeu Robió, fue un escultor catalán activo en la provincia de Lérida durante el siglo XIV, concretamente está documentado entre los años 1360 y 1380.

## Biografía
Algunas de sus obras más representativas son el Tríptico de piedra en la capilla de San Pedro, fundada por Pere Sagrassa, de la iglesia de San Lorenzo de Lérida. Otra obra suya, de estilo similar es la Verge dels fillols o Nuestra Señora de los Apóstoles, realizada en alabastro y que se encuentra en el parroquia de San Lorenzo, y que durante un tiempo presidió el retablo mayor de la Seu Vella de Lérida. Robió fue nombrado maestro de obras de la catedral y coincidió con Jaume Cascalls hacia finales de 1364, mientras dirigía los trabajos de la puerta de los Apóstoles.
Construida por Robió y por encargo del obispo Guerau de Requesens, la capilla de la Epifania o de Requesens fue realizada a finales del siglo XIV con función de panteón funerario. Está situada a la izquierda de la Puerta del Fillols saliendo de la catedral de Lérida. La capilla tiene una estructura de tres tramos con las claves con esculturas policromadas, en una de ellas hay la representación del obispo rezando delante la Virgen. Los nervios que componen la bóveda estrellada están todos profusamente decorados con motivos florales y heráldicos.
En el Museo Nacional de Arte de Cataluña, se puede ver una escultura atribuida a este autor, representando un arcángel Gabriel de una Anunciación.